# (7365) Sejong
(7365) Sejong ist ein Asteroid des inneren Hauptgürtels. Er wurde am 18. August 1996 vom japanischen Astronomen Kazurō Watanabe an der JCPM Sapporo Station (IAU-Code 392) in Japan entdeckt.
Der Asteroid wurde nach dem koreanischen vierten König der Joseon-Dynastie Sejong (1397–1450) benannt, der von 1418 bis 1450 regierte und als Erfinder des koreanischen Alphabets gilt.